# Raión de Vizhnytsia
Raión de Vizhnytsia (en ucraniano: Вижницький район) es un raión o distrito de Ucrania en el óblast de Chernivtsi. La capital es la ciudad de Vizhnytsia.
Comprende una superficie de 1882 km².

## Demografía
Según estimación 2010 contaba con una población total de 56400 habitantes.

## Otros datos
El código KOATUU fue 7320500000. El código postal 59200 y el prefijo telefónico +380 3730.